# 坪内美子

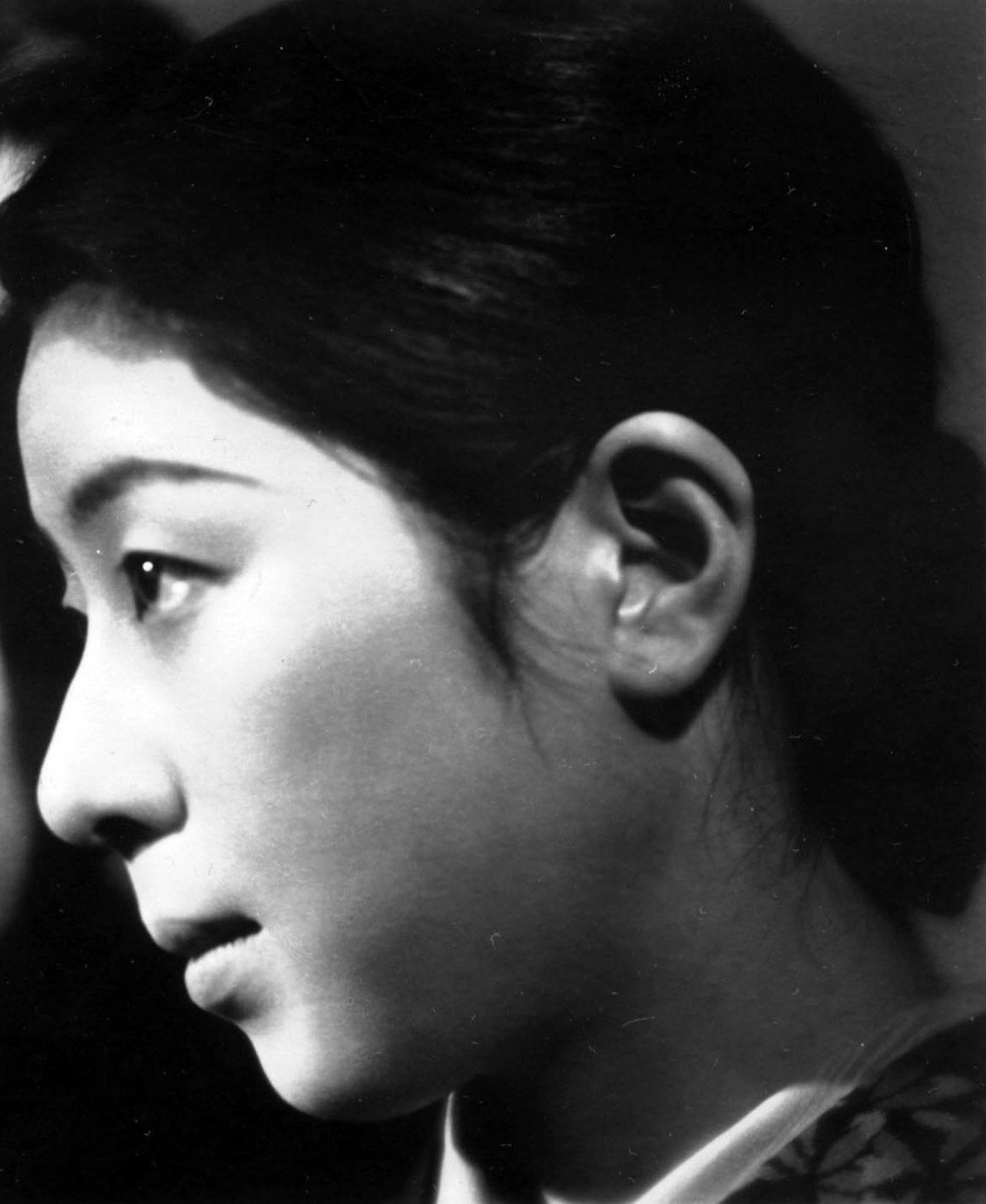
坪内美子

坪内 美子（つぼうち よしこ、本名：山崎 登美子、1915年6月22日 - 1985年11月3日）は、昭和期の女優。

## 来歴・人物
東京市小石川区白山御殿町（現・文京区白山）に生れる。牛込高等女学校（現・豊島岡女子学園）卒業後、銀座の有名カフェの女給(源氏名・孔雀)をしているところをスカウトされ、1932年松竹蒲田撮影所に入社する。
1933年、野村芳亭監督の『涙の渡り鳥』で竹内良一の相手役に抜擢され、映画デビュー。続く『島の娘』でも主演し、人気スターの仲間入りをする。その後、島津保次郎監督の『春琴抄 お琴と佐助』、小津安二郎監督の『浮草物語』などの話題作に出演し、その美貌が人気を集めると共に、1935年には幹部に昇進し、名実共に、松竹の看板女優となる。
芸者、若奥様、気が強い役から、コミカルな役まで何でも器用にこなし、大船映画では助演にまわった。
戦後は、フリーになり、脇役に徹し、坪内美詠子と改名し、『太陽の季節』で長門裕之が演じた主人公の母を演じるなど多くの作品で活躍した。また、人気テレビドラマ『事件記者』では飲み屋の女将を演じてお茶の間の人気を得た。

## 出演作品

### 映画
- 涙の渡り鳥（1933年）
- 島の娘（1933年）
- 晴曇（1933年）
- 女人哀楽（1933年）
- 大学の若旦那（1933年）
  - 大学の若旦那・武勇伝（1934年）
- 街の流れ鳥（1933年）
- 玄関番とお嬢さん（1934年）
- 処女よ嘆く勿れ（1934年）
- 婦系図（1934年）
- 石井常右衛門（1934年）
- 凱歌の蔭に（1934年）
- 千石鶉（1934年）
- 祇園囃子（1934年）
- 月夜鴉（1934年）
- お小夜恋姿（1934年）
- 金環蝕（1934年）
- 浮草物語（1934年）
- 私の兄さん（1934年）
- 与太者と小町娘（1935年）
- 妹の告白（1935年）
- 母の恋文（1935年）
- 三人の女性（1935年）

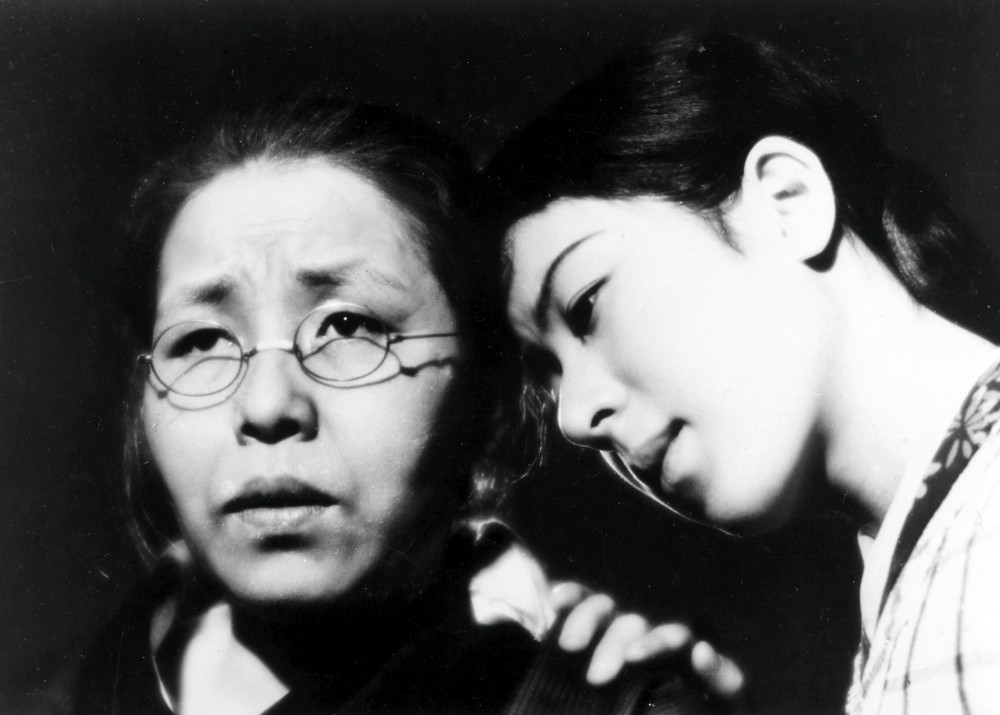
『一人息子』(1936年)
飯田蝶子(左)と坪内美子(右)

- 春琴抄 お琴と佐助（1935年） - 琴の姉
- 人生のお荷物（1935年）
- やらずの雨（1936年）
- 感情山脈（1936年）
- 男性対女性（1936年）
- 母を尋ねて（1936年）
- 潮来追分（1936年）
- 一人息子（1936年）
- 女のいのち（1936年）
- 秋怨（1937年）
- 恋愛無敵艦隊（1937年）
- 丁半雪の夜話（1937年）
- 仰げば尊し（1937年）
- 博多夜船 泣くな女よ（1937年）
- さらば戦線へ（1937年）
- 愛国抒情詩 軍国子守歌（1937年）
- 花形選手（1937年）
- 母の勝利（1937年）
- 浅草の灯（1937年）
- 沈黙の愛情（1937年）
- 出発（1938年）
- 生活の勇者（1938年）
- 或る女の道（1938年）
- わが家に母あれ（1938年）
- 子をめぐる二人の女（1938年）
- 新妻読本 巻一（1938年）
- 妻を怖がる夫（1938年）
- 美はしき母性（1938年）
- お加代の覚悟（1939年）
- 居候は高鼾（1939年）
- 女こそ家を守れ（1939年）
- 父よあなたは強かった（1939年）
- 心の太陽（1939年）
- あこがれ（1939年）
- 新女性問答（1939年）
- 日本の妻 前篇 流転篇（1939年）
  - 日本の妻 後篇 苦闘篇（1939年）
- 黒潮（1939年）
- 風流深川唄（1939年）
- 妻と戦争（1939年）
- 新女性聯盟（1940年）
- 家庭の旗（1940年）
- 絹代の初恋（1940年）
- おんなの暦（1940年）
- 節約夫人（1940年）
- 薔薇命あらば（1940年）
- 舞台姿（1940年）
- 東京の風俗（1941年）
- 戸田家の兄妹（1941年）
- 女の宿（1941年）
- 往きあふ人々（1941年）
- 櫻の國（1941年）
- たそがれの密会（1948年）
- 四人目の淑女（1948年）
- ひょっとこ飛脚（1949年）
- 晩春（1949年）
- 宵待草恋日記（1950年） - 千加子
- 母情（1950年）
- 宗方姉妹（1950年）
- 黒い花（1950年）
- とんぼ返り道中（1950年）
- 風にそよぐ葦（1951年）
- 母を慕いて（1951年）
- 天使も夢を見る（1951年）
- 唐手三四郎（1951年）
- 栄冠涙あり（1952年）
- 三等重役（1952年）
  - 一等社員 三等重役兄弟篇（1953年）
- 花咲く我が家（1952年）
- 妻（1953年）
- 母と娘（1953年）
- 刺青殺人事件（1953年）
- お母さんの結婚（1953年）
- サラリーマンの歌（1953年）
- 純情社員（1953年）
- この恋五千万円（1954年）
- 晩菊（1954年）
- 若者よ!恋をしろ（1954年）
- 水着の花嫁（1954年）
- からたちの花（1954年）
- 女性に関する十二章（1954年）
- 浮かれ狐千本桜（1954年）
- 警察日記（1955年）
- 善太と三平（1955年）
- 愛のお荷物（1955年）
- 月夜の傘（1955年）
- 乳房よ永遠なれ（1955年）
- 力道山物語 怒濤の男（1955年）
- ジャズ・オン・パレード 1956年 裏町のお転婆娘（1956年）
- 愛情（1956年）
- 太陽の季節（1956年）
- 流離の岸（1956年）
- むすめ巡礼 流れの花（1956年）
- ニコヨン物語（1956年）
- 沖縄の民（1956年）
- 牛乳屋フランキー（1956年）
- 地底の歌（1956年）
- 青春の抗議（1957年）
- 愛ちゃんはお嫁に（1957年）
- マダム（1957年）
- 反逆者（1957年）
- 永遠に答えず（1957年）
  - 永遠に答えず 完結篇（1958年）
- 今日のいのち（1957年）
- 月下の若武者（1957年）
- 白い夏（1957年）
- 乾杯!見合結婚（1958年）
- 家内安全（1958年）
- 男性飼育法（1959年）
- 新・三等重役（1959年）
  - 新・三等重役 旅と女と酒の巻（1960年）
  - 新・三等重役 亭主教育の巻（1960年）
- 悪魔の接吻（1959年）
- 花嫁さんは世界一（1959年）
- お姐ちゃん罷り通る（1959年）
- サラリーガール読本（1960年）
- 慕情の人（1961年）
- 続サラリーマン忠臣蔵（1961年）
- アッちゃんのベビーギャング（1961年）
- 地底の歌（1962年）
- あの娘に幸福を（1963年）
- 社長忍法帖（1965年）
- 南太平洋の若大将（1967年）
- 青春の風（1968年）
- だれの椅子?（1968年）
- 花ひらく娘たち（1969年）

### テレビドラマ
- 事件記者（1958年、NHK）
- 松本清張シリーズ・黒い断層 第25・26回「愛と空白の共謀」（1961年、TBS）
- あしたの風（1961年、NHK）
- 若いやつ（1962年、TBS）
- チャコちゃん（1966年、TBS）
- 銭形平次　（CX）
  - 第17話「切られた綱」（1966年）
  - 第156話「浮世教え唄」（1969年）
- 大奥　第14話「幼君暗殺」・第15話「生きていた怨霊」（1968年、KTV）
- 見合い恋愛（1969年、NTV）